# Limbe
Limbé (1858 és 1982 között Victoria) egy tengerparti város Kamerun Dél-nyugati régiójában. 2005-ben 84223 fő volt lakossága.

## Történelme

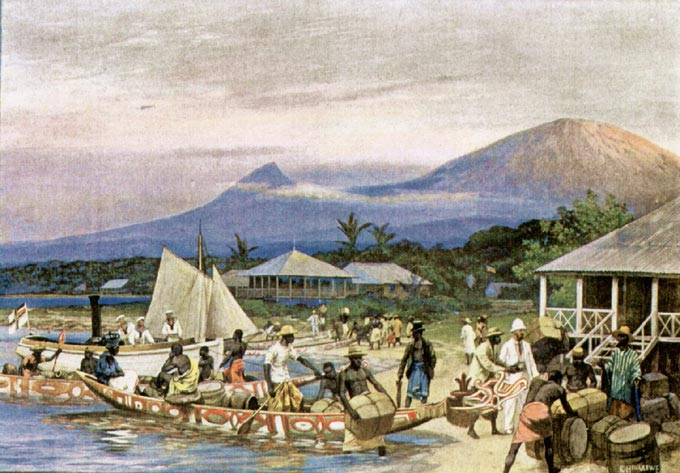
1908-as festmény Victoriáról.

Victoria és a környéke eredetileg nem volt a német Kamerun kolóniának a része és brit felügyelet alatt maradt. 1886. május 7-én Nagy-Britannia és Németország megegyezet, hogy elcserélik Victoriát a nigériai Forçados-folyó és St. Lucia jogaiért. 1887. március 28-án adták át a területet a németeknek. Ugyanebben az évben svájci presbiteriánus hittérítők megvették a Baptista Hittérítő Szövetségtől.

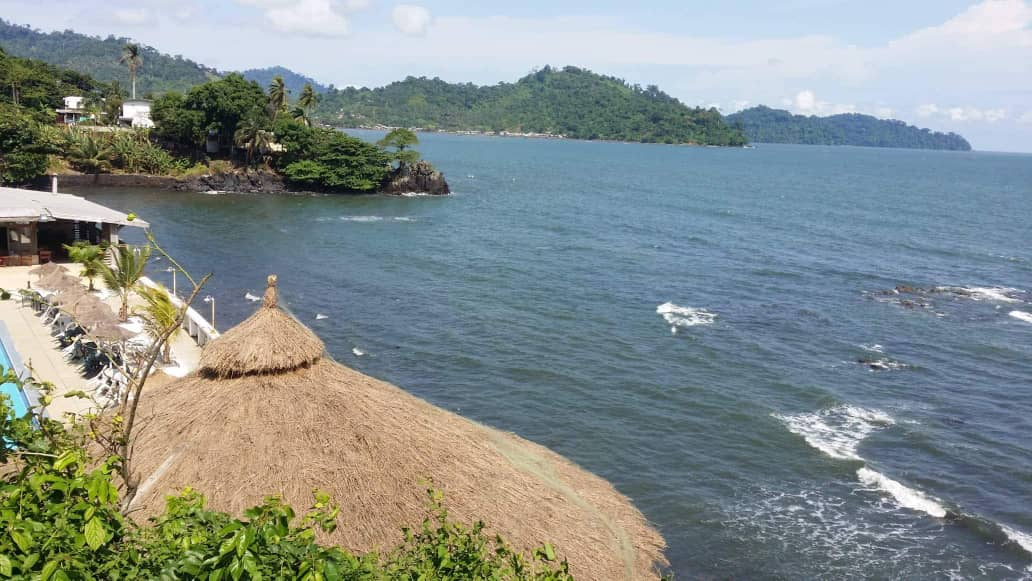
Limbé tengerpartja

1915-ben Victoria ismét brit lett, majd 1982-ben Ahmadou Ahidjo átnevezte Limbére.
Limbe nagy szerepet játszott a helyi rabszolga-kereskedelemben.

## Testvérvárosok
- Seattle, Amerikai Egyesült Államok[3]
- St. John’s, Antigua és Barbuda